# مناطق لوكسمبورغ
الثلاث مقاطعات للوكسمبورغ ((بالفرنسية: districts)‏, (بالألمانية: Distrikte)‏, (باللوكسمبورغية: Distrikter)‏) تعتبر اعلى مستوى في التقسيمات الادارية لدوقية لوكسمبورغ الكبرى لوكسمبورغ. وتنقسم هذه المقاطعات إلى اثنى عشر كنتون (Cantons):

1. مقاطعة ديكرش (Diekirch District [الإنجليزية])
  - كنتون ديكرش (Diekirch)
  - كنتون كليرفو (Clervaux)
  - كنتون رغيدانغه (Redange)
  - كنتون فياندن (Vianden)
  - كنتون فلتز (Wiltz)

2. مقاطعة غريفنماخر (مقاطعة غريفنماكر)
  - كنتون غريفنماخر (Grevenmacher)
  - كنتون اشترناخ (Echternach)
  - كنتون رغيمش (Remich)
3. مقاطعة لوكسمبورغ (Luxembourg District [الإنجليزية])
  - كنتون لوكسمبورغ (Luxembourg)
  - كنتون كابيلن (Capellen)
  - كنتون ايش-سور-الزيته (Esch-sur-Alzette)
  - كنتون ميرش (Mersch)

تم إنشاء هذه الكنتونات في الرابع والعشرين من فبراير عام 1843. مقاطعة ميرش (Mersch District) أنشئت في عام 1857 من كنتون ميرش وكنتون رغيدانغه. ولكن تم إلغاء هذه المقاطعة في عام 1867 بعد ان الغي إعادة الترتيب للعشرة سنوات السابقة.

## الملاحظات
1. ↑  (French)/(German) "Mémorial A, 1843, No. 17" (PDF). Service central de législation. مؤرشف من الأصل (PDF) في 2019-12-12. اطلع عليه بتاريخ 2006-08-11.
2. ↑  (French)/(German) "Mémorial A, 1857, No. 16" (PDF). Service central de législation. مؤرشف من الأصل (PDF) في 2019-12-12. اطلع عليه بتاريخ 2006-08-11.
3. ↑  (French)/(German) "Mémorial A, 1867, No. 17". Service central de législation. مؤرشف من الأصل (PDF) في 2019-12-12. اطلع عليه بتاريخ 2006-08-11.